# 象形乡
象形乡，是中华人民共和国江西省吉安市永新县下辖的一个乡镇级行政单位。

## 行政区划
象形乡下辖以下地区：
琥溪村、柘溪村、石塘村、桥头村、马家村、新风村、黎江村、高田村、花溪村、莲太村、五团下村和合心村。